# Samorastniki
Samorastniki je novela, ki jo je napisal Prežihov Voranc. Prvič je bila objavljena leta 1937  v reviji Sodobnost, knjižno pa je v istoimenski zbirki izšla leta 1940.
Slovenski literarni novinarji so precej neenotni pri literarnovrstnem poimenovanju te zgodbe ter tudi drugih pripovedi v istoimenski zbirki. Tudi avtor je bil nekoliko nedosleden, saj jih je v pismih uredniku Sodobnosti Ferdu Kozaku imenoval novele, knjižno izdajo zbirke pa podnaslovil Koroške povesti. Nekateri uporabljajo tudi izraz kmečka povest. Vendar vseeno pri uvrščanju v literarno zvrst prevladuje oznaka novela.

## Vsebina
Zgodba se začne s sprehodom Voranca in njegovega prijatelja na vrh slemena Karnic, kjer je nekoč živel veliki kmet Karničnik. Skupaj si ogledujeta posestvo, kjer je včasih gospodovala mogočna in ponosna kmetija. Zdaj od nje ni ostalo nič, razen ovčje staje in lesena bajta, v kateri živi starka. Voranc in njegov prijatelj ji prisluhneta, ko goreče pove zgodbo o tem, kaj se je zgodilo s kmetijo.
Na Karnicah je živel star rod, Karničniki pa so bili mogočni, bogati in ošabni ljudje. Karniške gospodinje so bile iz samih mogočnih hiš bližnje in daljne okolice. Predzadnji Karničnik je imel tri otroke - dva sina in eno hčer. Najstarejšemu sinu Ožbeju je bilo namenjeno, da bo enkrat podedoval kmetijo. Ko je bil star dvajset let, je k hiši prišla sedemnajstletna dekla, Hudabivška Meta, najlepše dekle daleč naokoli. Z Ožbejem se zaljubita, Meta pa kmalu po tem zanosi, kar je velika sramota za Karnice in prav tako za Hudabele. Gospodar se odloči, da ju je potrebno kaznovati. Svojega sina pretepe, Meto pa zverinsko muči tako, da ji na rokah zažge predivo. Po rojstvu prvega otroka Meta odide služit. Čez dve leti se vrne v domači kraj in rodi drugega Ožbejevega otroka, kar je za Karničnike spet velik udarec. Najprej jo skušajo pregovoriti zlepa, naj se odpove Ožbeju, vendar jih zavrne in ji naložijo petdeset udarcev. Meta se kljub temu ne vda, zato Karničnik poskuša pri Ožbeju, nakar mu tudi uspe, vendar v noči pred poroko Ožbej pobegne. Ko se vrne pijan, ga oče pošlje v vojsko, vendar se kmalu vrne poškodovan. Njuna zveza se nadaljuje, vendar jima poroke ne dovolijo. Ožbej je pogosto pijan in nekega večera pade v jezero in utone. V prepovedani ljubezni se jima rodi devet otrok - Gal, Gaber, Mohor, Ožbej, Vid, Burga, Primož, Til in Nana, ki odrastejo kot samorastniki.

## Zbirka
Prežihov Voranc je (iz zbirke Samorastniki) najprej napisal novelo Boj na požiralniku (1935), nato Jirs in Bavh (1936) ter Samorastnike (1937). Vse tri novele so bile objavljene v reviji Sodobnost. Ko se je pisatelj odločal za knjižno izdajo, je dodal še tri krajše črtice (Pot na klop, Prvi spopad in Odpustki) ter starejšo novelo Vodnjak (1925), ki se mu je zdela po snovi podobna ostalim. Novelo Ljubezen na odoru je spisal na novo, tako da je bila prvič objavljena šele v zbirki. Vsem zgodbam je skupno to, da je idejo zanje zajemal iz lastnih izkušenj ali dogodkov iz otroštva na Koroškem. Prežih je najprej hotel zbirko nasloviti Boj na požiralniku (prva novela v zbirki), vendar se je nato odločil za Samorastnike, istoimensko novelo pa je v zbirki postavil na zadnje mesto.

## Zanimivosti
Prežih je idejo za svojo zgodbo dobil od matere, njej pa naj bi jo pripovedoval ded. Po njenih besedah, vsaj v kolikor se je ohranila z ustnim izročilom, gre deloma oziroma vsaj v okviru za resnično zgodbo neke kmečke družine. Znano je tudi, da naj bi se novela sprva imenovala Krik samorastnikov, vendar sta se avtor in urednik dogovorila za naslov, kot ga poznamo danes.

## Priredbe
Po noveli je bil leta 1963 posnet istoimenski film v režiji Igorja Pretnarja. Leta 1980 pa je po noveli nastala odrska igra, ki jo je napisal dramatik Feri Lainšček.

## Izdaje in prevodi
- Slovenski izvirnik iz leta 1940 (COBISS)
- Srbski prevod iz leta 1956 (COBISS)
- Nemški prevod iz leta 1963 (COBISS)
- Češki prevod iz leta 1972 ()

Nekatere druge izdaje:
- pri založbi Cankarjeva založba iz leta 1956 (COBISS)
- pri založbi Mladinska knjiga iz leta 1957 (COBISS)
- pri založbi Obzorja iz leta 1969 (COBISS)
- pri založbi Mladinska knjiga iz leta 1975 (COBISS)
- pri založbi Mladinska knjiga iz leta 1978 (COBISS)
- pri založbi Obzorja iz leta 1981 (COBISS)
- pri založbi Mladinska knjiga iz leta 1983 (COBISS)
- pri založbi Mladinska knjiga iz leta 1991 (COBISS)
- pri založbi DZS iz leta 1995 (COBISS)
- pri založbi Mladinska knjiga iz leta 1997 (COBISS)
- pri založbi Mladinska knjiga iz leta 2000 (COBISS)